# 許瓦爾達赫河
47°19′52″N 8°24′41″E / 47.33109°N 8.41140°E

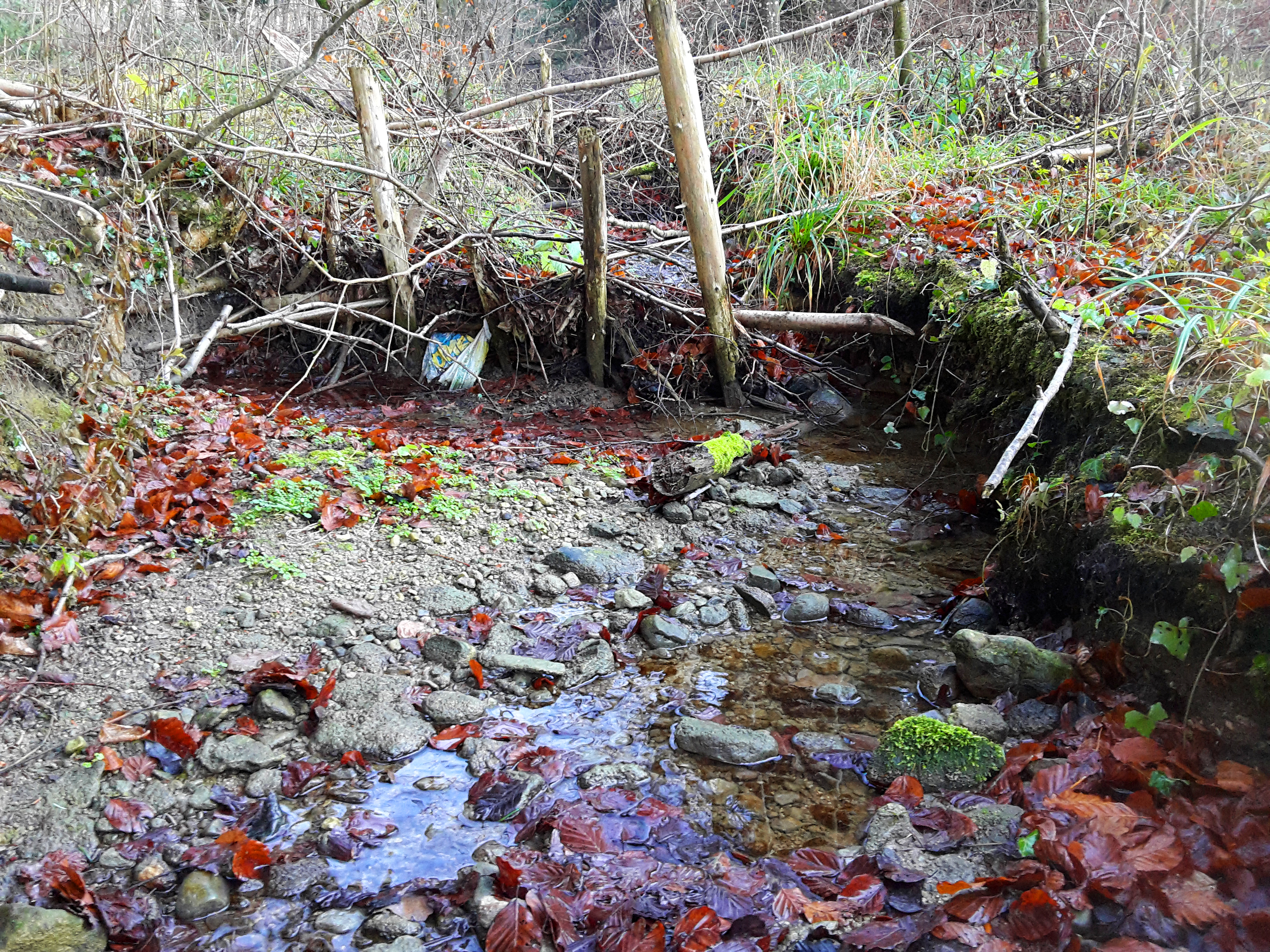

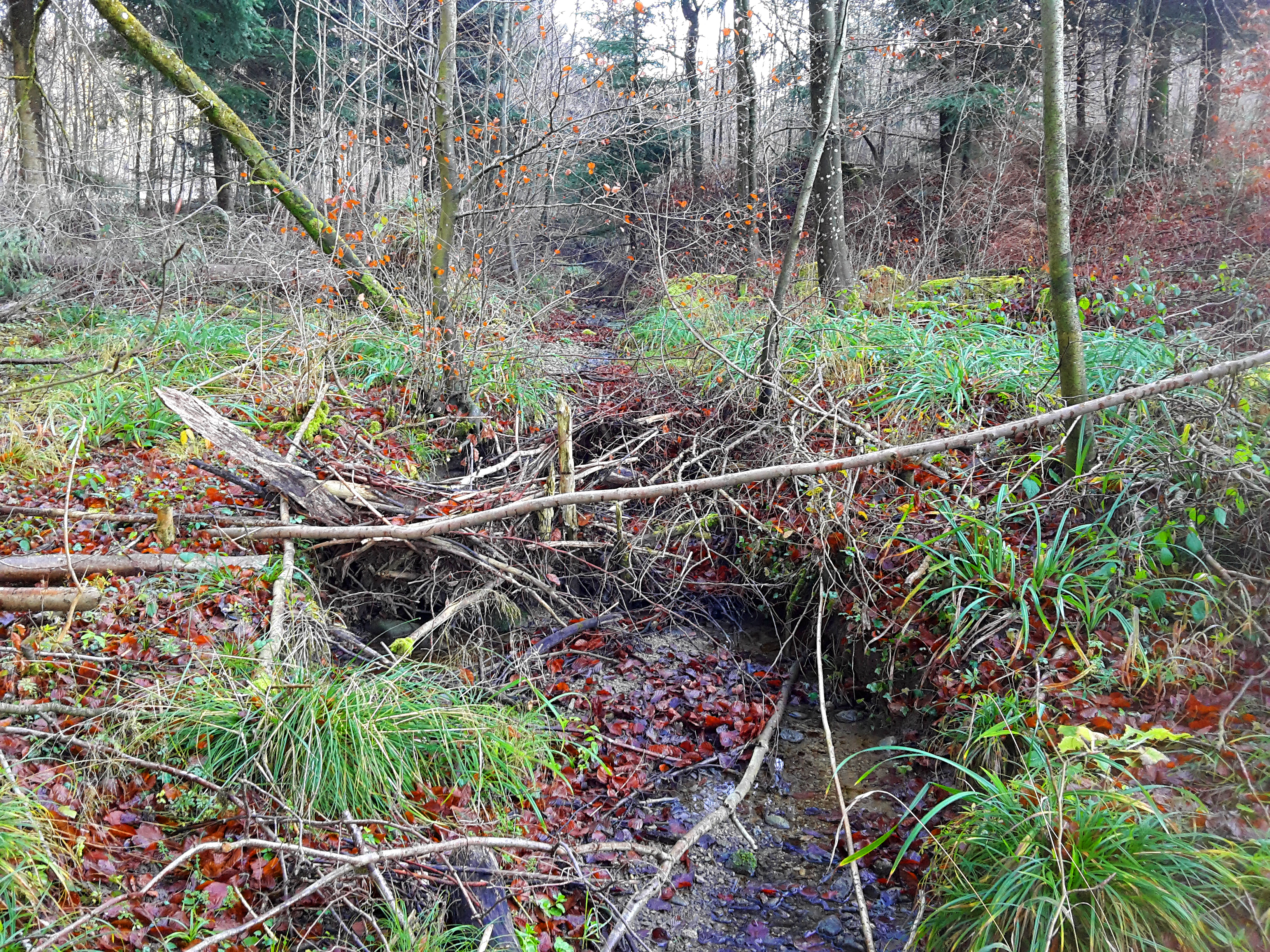

許瓦爾達赫河是瑞士的河流，位於該國北部，流經阿爾高州和蘇黎世州，屬於蓋斯韋德巴赫河的右支流，河道全長1.1公里，河畔城鎮有埃施和上維爾-利利。